# Jack Horsley
Jack Horsley est un nageur américain né le 25 septembre 1951 à Salt Lake City.

## Biographie
Jack Horsley dispute l'épreuve du 200m dos aux Jeux olympiques d'été de 1968 de Mexico et remporte la médaille de bronze.